# Isidor de Chios
Isidor de Chios (n. în Alexandria, Egipt - d. 251, Chios) este un sfânt creștin, martir.
A trăit în zilele împăratului Decius (250-253), trăgându-se, cu neamul, din cetatea Alexandriei. Înscris în armata imperială, în care avea gradul "option", Sfântul Isidor se afla în Alexandria sub cârmuirea lui Numerian, un dușman de moarte al creștinilor. 
Din poruncă împărătească, corpul de armată supus lui Numerian, s-a mutat din Alexandria în insula Chios. Aici, un sutaș, cu numele Iuliu, l-a pârât pe Isidor conducătorului Numerian, că este creștin. La judecată, Isidor a mărturisit, pe față și cu îndrăzneală, pe Iisus Hristos. Pentru această faptă i-a fost tăiat capul.
Mormântul său se află în Bazilica San Marco din Veneția. Isidor este unul din patronii Veneției și ai insulei Chios.

## Sărbători
- în calendarul ortodox: 14 mai